# Холм (муніципальне утворення «Сурське»)
Холм (рос. Холм) — присілок в Пінезькому районі Архангельської області Російської Федерації.
Населення становить 21 особу. Входить до складу муніципального утворення Сурське муніципальне утворення.

## Історія
Від 1937 року належить до Архангельської області.
Орган місцевого самоврядування від 2004 року — Сурське муніципальне утворення.

## Населення
| 2002 | 2010 | 2012 |
| ---- | ---- | ---- |
| 16   | ↗21  | →21  |